# یانی ویاندر
یانی ویاندر (فنلاندی: Jani Viander؛ زادهٔ ۱۸ اوت ۱۹۷۵) بازیکن فوتبال اهل فنلاند بود.
از باشگاه‌هایی که در آن بازی کرده‌است می‌توان به باشگاه فوتبال هلسینکی، باشگاه فوتبال استوک سیتی، باشگاه فوتبال بولتون واندررز، باشگاه فوتبال کورتریک، باشگاه فوتبال رووانیمی پالوسئورا، باشگاه فوتبال یارو، باشگاه فوتبال آریس لیماسول، باشگاه فوتبال ایلوس، باشگاه فوتبال آریس سالونیک، باشگاه فوتبال اولو، باشگاه فوتبال برنتفورد، باشگاه فوتبال پلیموث آرگیل، و باشگاه فوتبال میتیولن اشاره کرد.
وی همچنین در تیم ملی فوتبال فنلاند بازی کرده‌است.